# Lorenzo Cittadini
Pour les articles homonymes, voir Cittadini.

a Compétitions nationales et continentales officielles uniquement.

b Matchs officiels uniquement.
Dernière mise à jour le 19 août 2019.
Lorenzo Cittadini, né le 17 décembre 1982 à Bergame en Lombardie, est un joueur de rugby à XV italien évoluant avec l'équipe d'Italie et avec le club de l'Aviron bayonnais au poste de pilier.

## Biographie
Le 22 juin 2016, après deux saisons en Premiership avec les London Wasps, il rejoint, sur la base d'un contrat de deux ans, l'Aviron bayonnais, tout juste remonté en Top 14. En 2017, il signe avec le Stade français Paris.

## Carrière

### En club
- 2000-2005 : Rugby Brescia
- 2005-2009 : Calvisano
- 2009-2014 : Benetton Trévise
- 2014-2016 : London Wasps
- 2016-2017 : Aviron bayonnais
- Depuis 2017 : Stade français

### Statistiques en équipe nationale
Au 27 mars 2017, Lorenzo Cittadini  compte 58 sélections depuis sa première sélection le 2 février 2008 à Croke Park contre l'Irlande. Il inscrit quinze points, trois essais. 
Lorenzo Cittadini participe à sept éditions du Tournoi des Six Nations en 2008, 2012, 2013, 2014, 2015, 2016 et 2017.
Lorenzo Cittadini participe à deux éditions de la coupe du monde. En 2011, il joue contre l'Australie et la Russie. En 2015, il joue lors de quatre rencontres, face à la France, au Canada, l'Irlande et la Roumanie.